# Parque Cuauhtémoc y Famosa
Para el estadio que estuvo en operación de 1939 a 1976, véase Parque Cuauhtémoc.
El Parque Cuauhtémoc y Famosa fue un estadio de béisbol localizado en Monterrey, Nuevo León, México. Fue inaugurado en 1977 por los Sultanes de Monterrey y contaba con capacidad para 6,000 aficionados. El estadio sustituyó al Parque Cuauhtémoc que fue casa del equipo desde que comenzó en la liga. Además de los Sultanes también fue casa de los Industriales de Monterrey en 1989 y 1990. El estadio dejó de utilizarse cuando los equipos se mudaron al Estadio de Béisbol Monterrey en 1990.